# Nora May French

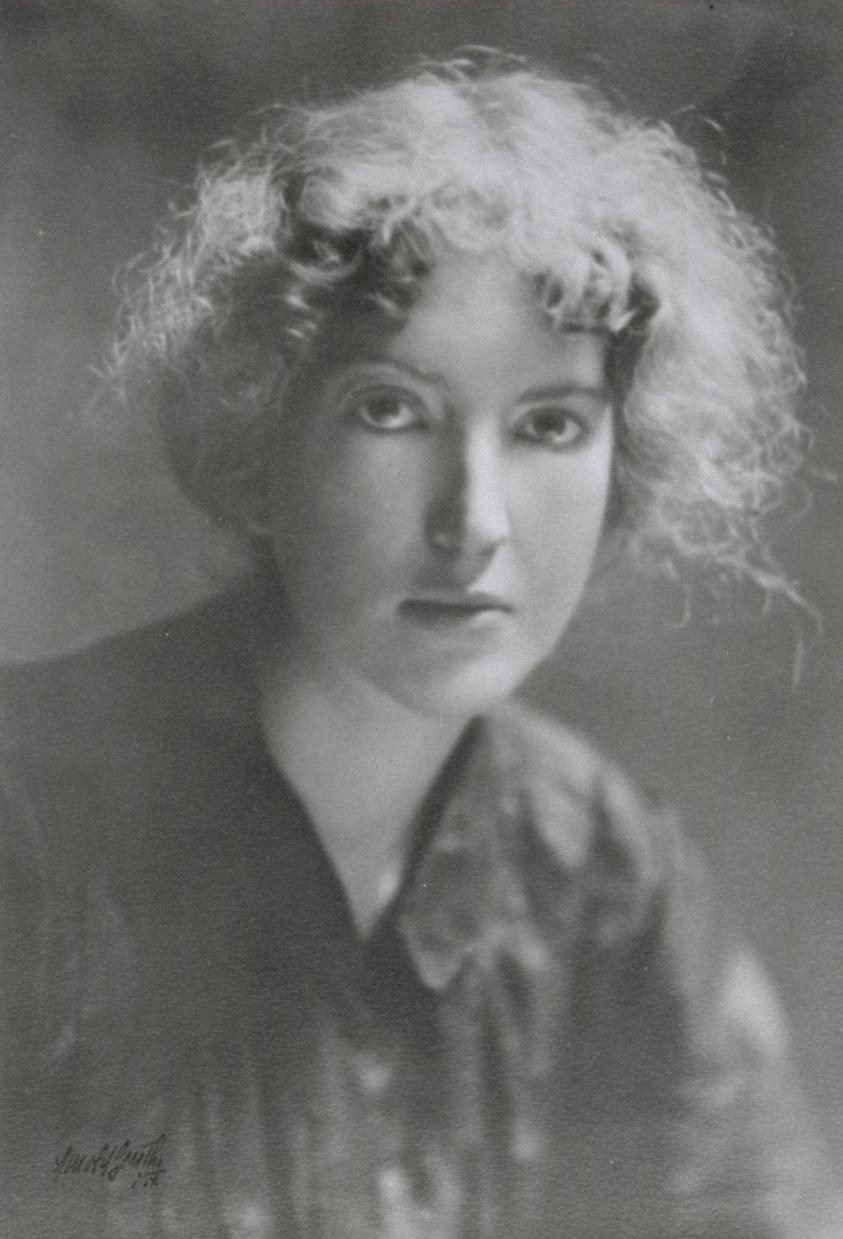
Nora May French.

Nora May French, född 1881 i Aurora, New York, död 13 november 1907 i Carmel, Kalifornien, var en amerikansk poet. Hennes mest kända dikter ingår i boken The Spanish Girl som handlar om hopplös kärlek. Hon blev känd 1910 tack vare den postuma samlingsvolymen Poems. Hon ingick i författargruppen Carmel Bohemians.
Hon föddes i delstaten New York som dotter till Edward French, professor vid Wells College och Mary Wells French. Morbrodern Henry Wells hade grundat Wells College. Farfadern Augustus C. French hade varit guvernör i Illinois.
Hon begick 1907 självmord med kaliumcyanid hemma hos poeten George Sterling och hans hustru Carolyn "Carrie" Rand Sterling. George Sterling begick 1926 självmord med kaliumcyanid. Carrie, vid det laget Sterlings ex-fru, hade begått självmord 1918. Det var Carrie Sterling som upptäckte Frenchs självmord. Det finns en myt om att alla i Carmel Bohemians bar kaliumcyanid med sig.